# Евгащинское сельское поселение
Евгащинское сельское поселение — муниципальное образование в Большереченском районе Омской области России.
С точки зрения административно-территориального деления сельское поселение находится в границах Евгащинского сельского округа.
Административный центр — село Евгащино.

## История
В 1924 году был образован Евгащинский сельский совет Евгащинской волости, с 1925 года Евгащинского района.
В 1925 году из сельского совета были выделены Красноярский и Танатовский сельские советы.
На 1926 год в состав сельского совета входили:
- село Евгащино;
- завод Кожевенный завод;
- деревня Колбышева;
- деревня Ленинградка;
- деревня Мешково.

В 1929 году сельский совет переводится из ликвидированного Евгащинского в Большереченский район.
В 1930—1934 годы к сельскому совету были присоединены Куйгалинский, Михайловский сельские советы и часть Красноярского сельского совета.
В 1937 году сельский совет переводится из Большереченского в восстановленный Евгащинский (Ежовский с 1937, Дзержинский с 1939) район.
В 1940—1941 годы центр сельского совета был перенесён из села Евгащино в село Мешково.
В 1953 году сельский совет переводится из ликвидированного Евгащинского (Дзержинского) района в Большереченский район.
В 2004 году в территориальных границах Евгащинского сельского округа создано муниципальное образование Евгащинское сельское поселение.
В 2010 году была упразднена деревня Мешково.

## Административное деление
| статус  | населённый пункт | год основания |
| ------- | ---------------- | ------------- |
| село    | Евга́щино         | 1650          |
| деревня | Ко́лбышево        | XVIII век     |
| деревня | Миха́йловка       | 1891          |

## Население
| 2010  | 2011  | 2012  | 2013  | 2014  | 2015  | 2016  |
| ----- | ----- | ----- | ----- | ----- | ----- | ----- |
| 2130  | ↘2117 | ↘2048 | ↘1992 | ↘1972 | ↘1945 | ↘1923 |
| 2017  | 2018  | 2019  | 2020  | 2021  | 2023  |       |
| ↘1877 | ↘1849 | ↗1857 | ↘1825 | ↘1578 | ↘1505 |       |